# Hayatia cypriota
Hayatia cypriota är en stekelart som först beskrevs av Maksymilian Nowicki 1935.  Hayatia cypriota ingår i släktet Hayatia och familjen hårstrimsteklar. Inga underarter finns listade i Catalogue of Life.